# International Alliance of Women
De International Alliance of Women (IAW; Frans: Alliance Internationale des Femmes, AIF) is een internationale niet-gouvernementele, feministische organisatie, opgericht in 1904 in Berlijn door Carrie Chapman Catt en andere toonaangevende feministes. Meer dan 50 organisaties van over de hele wereld zijn lid van het verbond. De IAW heeft een algemene raadgevende status bij de Economische en Sociale Raad van de Verenigde Naties (sinds 1947) en participatieve status bij de Raad van Europa, en heeft permanente vertegenwoordigers in New York, Wenen, Genève, Parijs, Rome, Nairobi en Straatsburg.

## Geschiedenis
De IAW werd in 1902 opgericht in Washington als  'International Woman Suffrage Alliance' (ofwel Wereldbond voor Vrouwenkiesrecht). Het idee voor de bond was ontstaan in 1899 nadat het tweede congres van de Internationale Vrouwenraad door een groepje leden, waaronder Anita Auspurg en Lyda Gustave Heymann, als teleurstellend was ervaren. Deze groep verlangde naar meer duidelijke steun voor het vrouwenkiesrecht en richtte zodoende, onder leiding van Carrie Chapman Catt, de Wereldbond voor Vrouwenkiesrecht op. Tijdens een congres van de Internationale Vrouwenraad in 1904 te Berlijn trad de bond officieel naar buiten met Catt als eerste presidente. Tijdens het tweede congres, wat plaatsvond in Kopenhagen, werd het officiële verenigingstijdschrift Jus Suffragii opgezet onder leiding van Martina Kramers die eindredacteur bleef tot 1913.

### Het derde congres en Nederlands vrouwenkiesrecht
In 1908 vond het derde congres van de Wereldbond plaats in Amsterdam. Deze locatie was, mede dankzij aandringen van Aletta Jacobs, twee jaar eerder gekozen in de hoop dat de aanwezigheid van het congres de uitkomst van de geplande grondwetswijziging in 1909 kon beïnvloeden ten gunste van het vrouwenkiesrecht. Door een wisseling van het kabinet ging deze wijziging voorlopig niet door, maar het congres was inmiddels al gepland onder leiding van o.a. Jacobs en de Vereeniging voor Vrouwenkiesrecht. Het congres vond plaats tussen 15 en 20 juni in het Koninklijk Concertgebouw en werd bezocht door zo’n 1200 deelnemers uit 21 landen.
Het congres in Amsterdam speelde een belangrijke rol in de beeldvorming omtrent de vrouwenbeweging in Nederland. Niet alleen werd het congres bijgewoond door grote internationale namen zoals Catt, Millicent Fawcett en Anna Howard Shaw, het toonde ook de kundigheid en professionaliteit van de Nederlandse vrouwenkiesrechtverenigingen. Na afloop van het congres kreeg de Vereeniging voor Vrouwenkiesrecht een toestroom aan nieuwe leden en was het mogelijk om achttien nieuwe afdelingen op te richten. De Nederlandsche Bond voor Vrouwenkiesrecht, opgericht als een afsplitsing van de Vereeniging voor Vrouwenkiesrecht in 1907, mocht niet aanwezig zijn als officiële vertegenwoordiger en profiteerde hierdoor minder mee van het succesvolle congres.
In 1910 werd 15 mei, de startdatum van het geslaagde congres twee jaar eerder, uitgeroepen tot vrouwenkiesrechtdag.

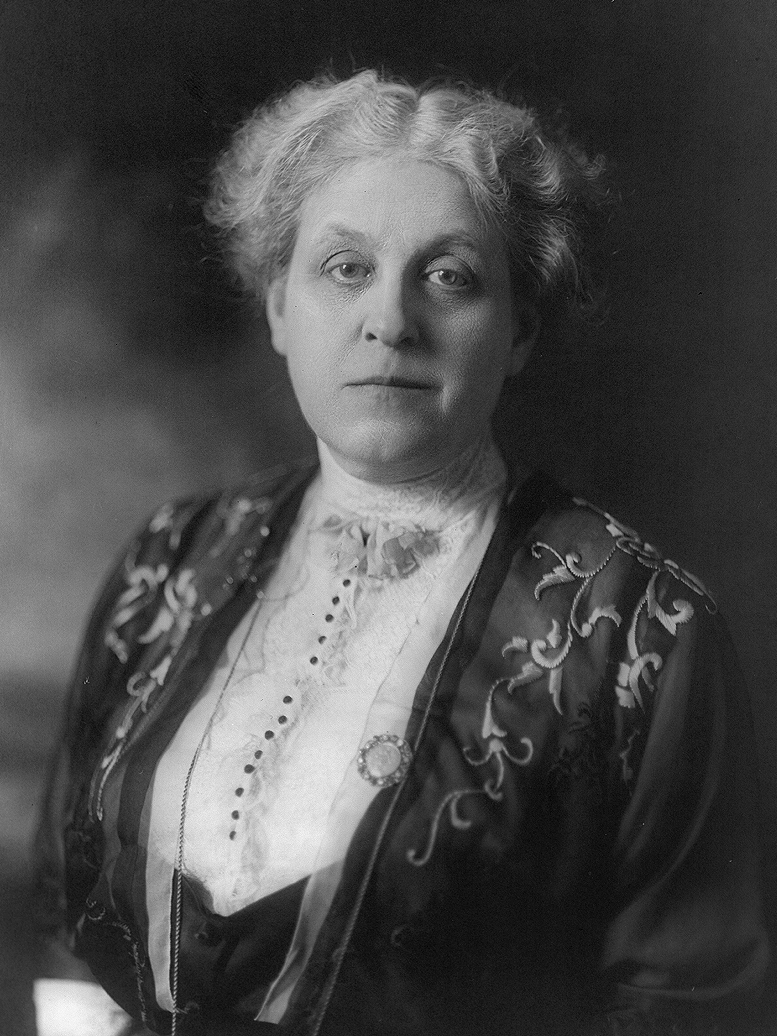
Carrie Chapman Catt, oprichter en eerste presidente van het IAW
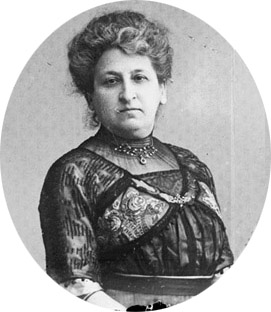
Aletta Jacobs, presidente van de Vereeniging voor Vrouwenkiesrecht